# Amedeo Pomilio
Amedeo Pomilio (Chieti, 11 de fevereiro de 1967) é um jogador de polo aquático italiano, medalhista olímpico.

## Carreira
Amedeo Pomilio fez parte da geração de ouro italiana no polo aquático, campeão olímpico de Barcelona 1992 e prata em Atlanta 1996.